# Oldany Island
Oldany Island är en ö i Storbritannien.   Den ligger i kommunen Highland och riksdelen Skottland, i den norra delen av landet, 800 km norr om huvudstaden London. Arean är 200 kvadratkilometer.